# نشانگان باد–کیاری
نشانگان باد–کیاری یا سندروم بود-کیاری (انگلیسی: Budd–Chiari syndrome) یک انسداد علامتی ورید کبدی اصلی می‌باشد، که باعث هپاتومگالی، درد شکمی، تندرنس، آسیت، زردی خفیف و در نهایت نارسایی کبد و پرفشاری ورید باب می‌شود؛ که در اکثر موارد این انسداد در اثر لخته بر اثر اختلالات انعقادی خون؛ نئوپلاسم بیش‌تکثیری مغز استخوان، تهاجم کارسینوم‌های فوق کلیه و کلیه به کبد و ترومای شکمی ایجاد می‌شود.
نشانگان باد–کیاری عنوانش را از دو پزشک به نام‌های جرج باد و هانس کیاری می‌گیرد که نخستین بار این بیماری را به‌دقت توصیف نمودند، هر چند پیش از آنها کارل فن رکیتانسکی آنرا مورد توجه قرار داده بود.